# Andreina Trusgnach
Andreina Trusgnach, zamejska slovenska bolničarka, pesnica, kulturna delavka, * 30. november 1961, Čedad.

## Življenje
Andreina Trusgnach, v slovenščini Trušnjak, se je rodila v Čedadu v družini Cekovih v Malim Garmaku (Garmak), živi v Nediških dolinah, v severovzhodnem obmejnem delu Furlanije - Julijske krajine, saj od poroke dalje živi v družini Tomasetig – Dortih v Kozici (Sv. Lienart).
Po obveznem šolanju je maturirala kot kmetijski izvedenec in se pozneje usposobila za bolničarko oziroma medicinsko sestro; ta poklic opravlja še danes. Kot pripadnica slovenske jezikovne skupnosti v deželi Furlaniji Julijski krajini aktivno sodeluje pri dejavnostih slovenskih kulturnih društev.
Pesmi v slovenskem narečju Nediških dolin je začela pisati pri petnajstih letih, k temu jo je spodbudila udeležba pri dejavnostih slovenskih društev, usmerjenih v poznavanje in rabo domačega govora pri mladih Benečanih (natečaj Moja vas, letovanja Mlada brieza in Barčica moja, Senjam Beneške piesmi, itd.). Na tem območju je namreč možnost slovenskega ali bolje dvojezičnega izobraževanja prisotna šele od leta 1980, ko je bila ustanovljena zasebna dvojezična šola v Špetru.
Z besedili v prozi, s poezijami in besedili popevk je sodelovala na krajevnih, vsedržavnih in mednarodnih natečajih in dosegla številna priznanja. Sodeluje na pesniških branjih in drugih literarnih dogodkih, udeležuje se delavnic za kreativno pisanje v Italiji in Sloveniji.
Njena pesem “Živiet tle” je bila 1977 vključena v učbenik Slovenski jezik in stilistika, Srednje usmerjeno izobraževanje kot primer slovenske narečne književnosti.

## Slog in teme[10]
S prehodom v odraslost je še bolj utrdila svojo odločitev, da piše v svojem prvem jeziku, to je zanjo neodložljiva potreba, ljubeča in hkrati trdna oblika ohranjanja tega zaklada. To je resnično vztrajanje, toliko bolj potrebno pri Slovencih na Videmskem, pri katerih je, bolj kot drugje, prisotna konkretna in otipljiva nevarnost, da izgubijo svoje jezikovne in kulturne značilnosti in se porazgubijo v prevladujočem svetu okrog njih.
Od vedno jo privlačijo majhne stvari, ob njih se rada zaustavi in razmišlja.
K pisanju jo sili želja, da zapusti za seboj vsaj majhno sled, saj življenje hitro teče in preveč je trenutkov, ki se nam izmaknejo in utonejo v niču.

## Pesniške zbirke
- Pingulauenca ki jo nie bluo = L'altalena che non c'era, 2022
- Sanje morejo plut vesoko, 2011 (COBISS)